# Faux charnier de Timișoara

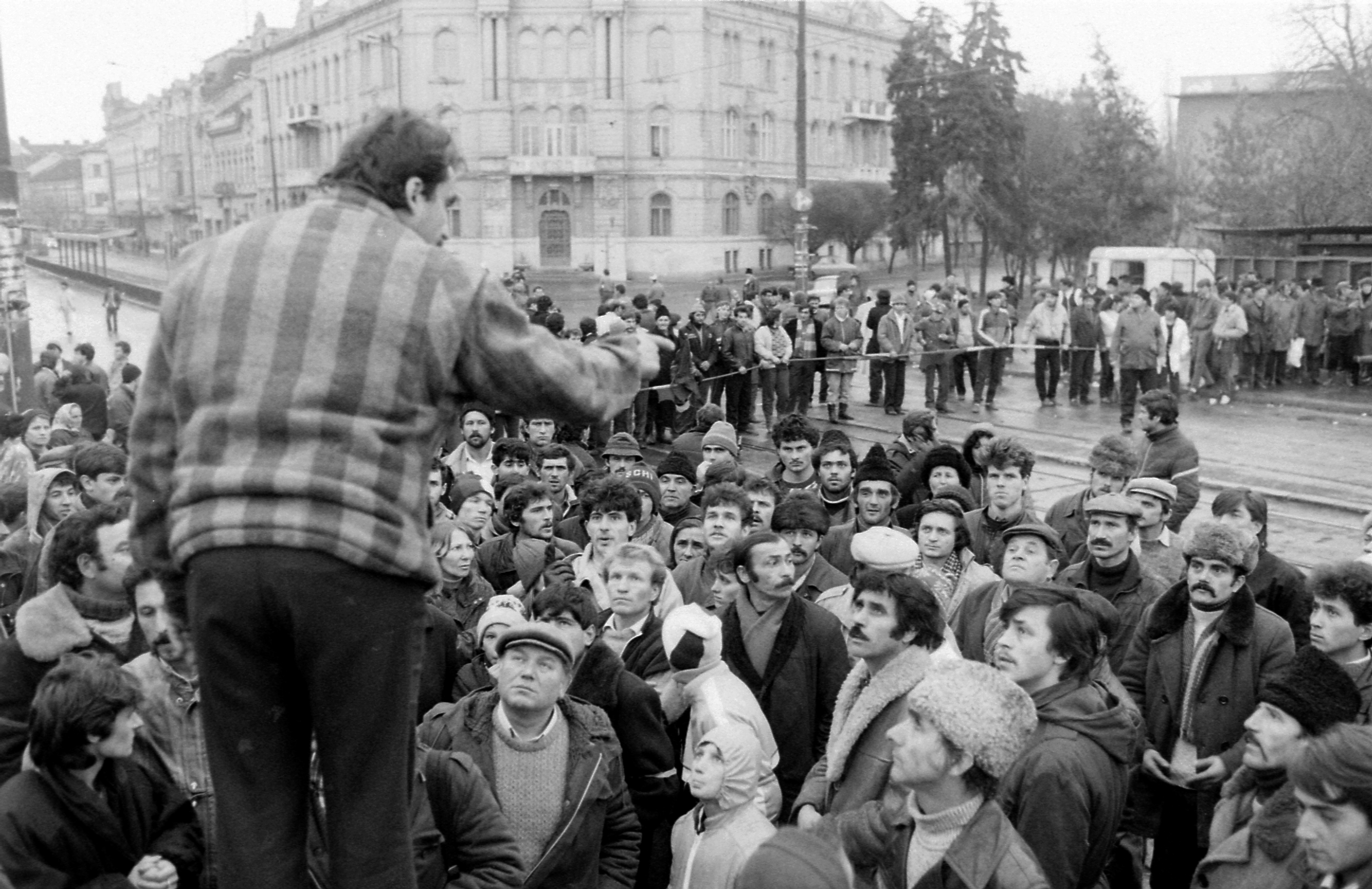
Manifestation de décembre 1989 à Timișoara à l'intersection de la route Tudor Vladimirescu et de l'avenue du 16 décembre 1989.

L'affaire des charniers de Timișoara est l'histoire de fausses informations diffusées sur les victimes de la répression du régime communiste de Roumanie dirigé par Nicolae Ceaușescu en décembre 1989, au début de la révolution roumaine de 1989. Une vingtaine de corps de personnes mortes avant le début des événements ont été photographiés et filmés par les médias internationaux, et sur la base de fausses informations propagées par les « sources locales », données comme des victimes des forces de sécurité. Une fois la vérité rétablie, cet épisode a déclenché une vive polémique sur l'incapacité de la presse à enquêter de façon professionnelle sur les événements. En France, cet incident a été interprété comme le résultat d'une campagne de désinformation et de manipulation des médias, même si aucun élément matériel n'a jamais permis d'établir que l'exhumation de ce charnier ne soit autre chose que le produit du désordre généré par l'insurrection dans la ville.

## Contexte
Sous le régime communiste, la ville de Timișoara (350 000 habitants) était la plaque tournante des passeurs qui, contre rémunération, aidaient les candidats à l'exil à échapper à la dictature à travers la frontière yougoslave. La ville était particulièrement surveillée par la police politique, la Securitate et les garde-frontières, créant une ambiance de terreur et de paranoïa, volontairement entretenue pour dissuader les fuyards.
Alors que le rideau de fer avait commencé à s'ouvrir depuis le 1er janvier 1989 et que le mur de Berlin était tombé le 9 novembre, ce n'est donc pas par hasard que la révolution roumaine commence à Timișoara le 16 décembre 1989 avant de se propager à Bucarest.
Entre le 17 et le 25 décembre, des combats violents éclatent. À Timișoara, plus de 70 personnes sont tuées et 300 autres blessées, dont 253 par balles. On compte 65 morts et 268 blessés pour la seule journée de manifestation du 17 décembre.
Dans la nuit du 18 au 19 décembre, 43 cadavres sont évacués de l'hôpital départemental de Timișoara et incinérés secrètement dans la banlieue de Bucarest, le pouvoir voulant faire passer les disparus pour des « traîtres à la patrie socialiste » ayant passé la frontière yougoslave. Ces disparitions conduisent les familles et les proches des victimes à rechercher partout dans la ville les corps disparus. C'est cette ambiance désespérée et paranoïaque qui poussa les habitants de Timișoara, dans le chaos des événements et des rumeurs contradictoires, à fouiller les jardins publics, les canaux, les terrains vagues et les principaux cimetières, pour finalement exhumer les corps du charnier de la morgue de la rue de Lipova (strada Lipovei) .

## Scandale médiatique
Les corps déterrés sont présentés aux journalistes occidentaux autorisés à entrer dans le pays comme ceux des victimes de la répression des jours précédents, avec une estimation des victimes à plusieurs milliers. Les rédactions occidentales provoquent une polémique en accolant les photographies des corps exhumés à la morgue de Timișoara à des informations fantaisistes des médias roumains. Depuis, cette affaire est devenue un cas d'école pour la formation des journalistes pour mettre en garde contre la « chasse au scoop » des médias d'information.
Parmi les chiffres repris par les médias occidentaux, et en particulier français, sans concertation avec les reporters présents sur place, et qui mélangent les sources de Bucarest et de Timișoara :
- TF1 : « Ceaușescu, atteint de leucémie, aurait eu besoin de changer son sang tous les mois. Des jeunes gens vidés de leur sang auraient été découverts dans la forêt des Carpates. Ceaușescu vampire ? Comment y croire ? La rumeur avait annoncé des charniers. On les a trouvés à Timișoara. Et ce ne sont pas les derniers »[5].
- Le magazine L'Événement du jeudi du 28 décembre 1989 titre même : « Dracula était communiste »[6].
- Gérard Carreyrou lance un appel à la formation de brigades internationales prêtes à « Mourir à Bucarest »[6].
- Le quotidien Libération avec Serge July titre « Boucherie ». On y lit : « Timișoara libéré découvre un charnier. Des milliers de corps nus tout juste exhumés, terreux et mutilés, prix insupportable de son insurrection »[6].
- Le Monde félicite La Cinq d'avoir « révélé l'horrible charnier des victimes des manifestations du dimanche précédent »[7].

Ces mêmes allégations et graves approximations sont également reprises par ailleurs :
- Le renommé journal espagnol El País avance qu'« à Timișoara, l'armée a découvert des chambres de torture où, systématiquement, on défigurait à l'acide les visages des dissidents et des leaders ouvriers pour éviter que leurs cadavres ne soient identifiés »[6].
- The New York Times, tout en soulignant que ces chiffres n'ont pas été confirmés par des sources indépendantes, avance que 4 500 personnes auraient été massacrées en trois jours[8].

## Découverte du faux
Dès le 29 décembre, les journalistes de l'AFP estiment que le bilan de 70 000 morts dans toute la Roumanie est probablement très surévalué. L'imposture du charnier ne sera établie que fin janvier.
Le 27 janvier 1990, Colette Braeckman publie Je n'ai rien vu à Timisoara dans les colonnes du Soir, où elle remet en question les images montrées sur les télévisions du monde entier.
C'est le journal Le Figaro qui, dans son édition du 30 janvier, annonce qu'il s'agissait d'un faux, que les morts montrés à la télévision avaient été déterrés du « cimetière des indigents » de la ville. En 2019, on ne sait pas précisément qui est à l'initiative de la tromperie, les journalistes manipulés accusant « ceux qui voulaient renverser le pouvoir ».
Paolo Rumiz, journaliste à La Repubblica, a déclaré en 2011 qu'il avait l'impression d'être « un outil entre les mains des services secrets », que ces corps avaient été descendus dans la rue pour le tromper, lui et d'autres journalistes, et pour blâmer les forces de sécurité roumaines.

## Chronologie médiatique
- 22 décembre 1989 :
  - Le journaliste de La Croix parle de 2 000 à 12 000 morts selon des « sources locales »[4].
  - « 4 632 cadavres », victimes des émeutes des 17 et 19 décembre, « soit par balles soit par baïonnette » (Tanjug), 7 614 manifestants fusillés par la Securitate. Sources : agences hongroise, est-allemande et yougoslave, repris par l'AFP à 18 h 54[6].
  - « 4 630 cadavres », « bilan tristement officiel ». Sources : Guillaume Durand (La Cinq), France Inter[6].

- 23 décembre 1989 : « 4 630 cadavres ». Source : Libération. Éditorial de Serge July, titré Boucherie : « Timișoara libéré découvre un charnier. Des milliers de corps nus tout juste exhumés, terreux et mutilés, prix insupportable de son insurrection. »[6].

- 4 janvier 1990 : « 689 morts » en Roumanie, dont 90 et 147 à Timișoara. Source : Libération.

- 15 mars 1990 : polémique sur l'éthique journalistique. Source : L’Événement du jeudi[6].

## Interprétation
L'affaire semble essentiellement due à une compétition des médias entre eux, chacun reprenant l'information du concurrent en l'amplifiant. Le sociologue Pierre Bourdieu a appelé ce phénomène « la circulation circulaire de l'information ».